# Ондирис (Есильский район)
Ондирис (каз. Өндіріс) — упразднённое село в Есильском районе Северо-Казахстанской области Казахстана. Село входило в состав Ильинского сельского округа. Ликвидировано в 2010 г. 
В 1 км к юго-востоку находится озеро Жалтырколь.

## Население
В 1999 году население села составляло 53 человека (24 мужчины и 29 женщин). По данным переписи 2009 года, в селе проживало 9 человек (5 мужчин и 4 женщины).